# Enoplotrupes largeteaui
Enoplotrupes largeteaui är en skalbaggsart som beskrevs av Charles Oberthür 1883. Enoplotrupes largeteaui ingår i släktet Enoplotrupes och familjen tordyvlar. Inga underarter finns listade i Catalogue of Life.